# Opération McGill français
L’Opération McGill français est une manifestation étudiante québécoise, survenue le 28 mars 1969 à Montréal. Elle s’inscrit dans un contexte de crise frappant le milieu scolaire québécois à partir de 1968.
À cette époque, alors que de nouveaux établissements préuniversitaires (les cégeps) viennent d’être ouverts, le Québec ne compte que six universités, dont une seule de langue française à Montréal : l’Université de Montréal. Face à un manque de places disponibles dans les universités, la première cohorte des cégépiens craint de se retrouver sans possibilité de poursuivre ses études. Pour résoudre cette situation, les étudiants organisent une vaste campagne de mobilisation pour tenter de franciser la deuxième université en importance à Montréal (et unilingue anglaise), l’Université McGill.
D’un point de vue général, l’Opération McGill français s’inscrit également dans un phénomène mondial de contestation sociale de la fin des années 1960. Elle constitue un moment fort dans l’histoire des droits linguistiques et de l’éducation au Québec, menant à la création de l’Université du Québec en avril 1969. Elle constitue aussi un moment fort dans l’histoire du syndicalisme au Québec, par le rassemblement des diverses forces nationalistes et de gauche alors présentes (associations étudiantes, syndicats, comités ouvriers, groupes socialistes, groupes indépendantistes, groupes de défense de la langue française) dans le but de bouleverser, sinon renverser les structures en place.
Mobilisant une foule de 10 000 à 12 000 personnes, l’Opération McGill français est la plus importante manifestation au Québec depuis la fin de la Seconde Guerre mondiale.

## Origines du mouvement

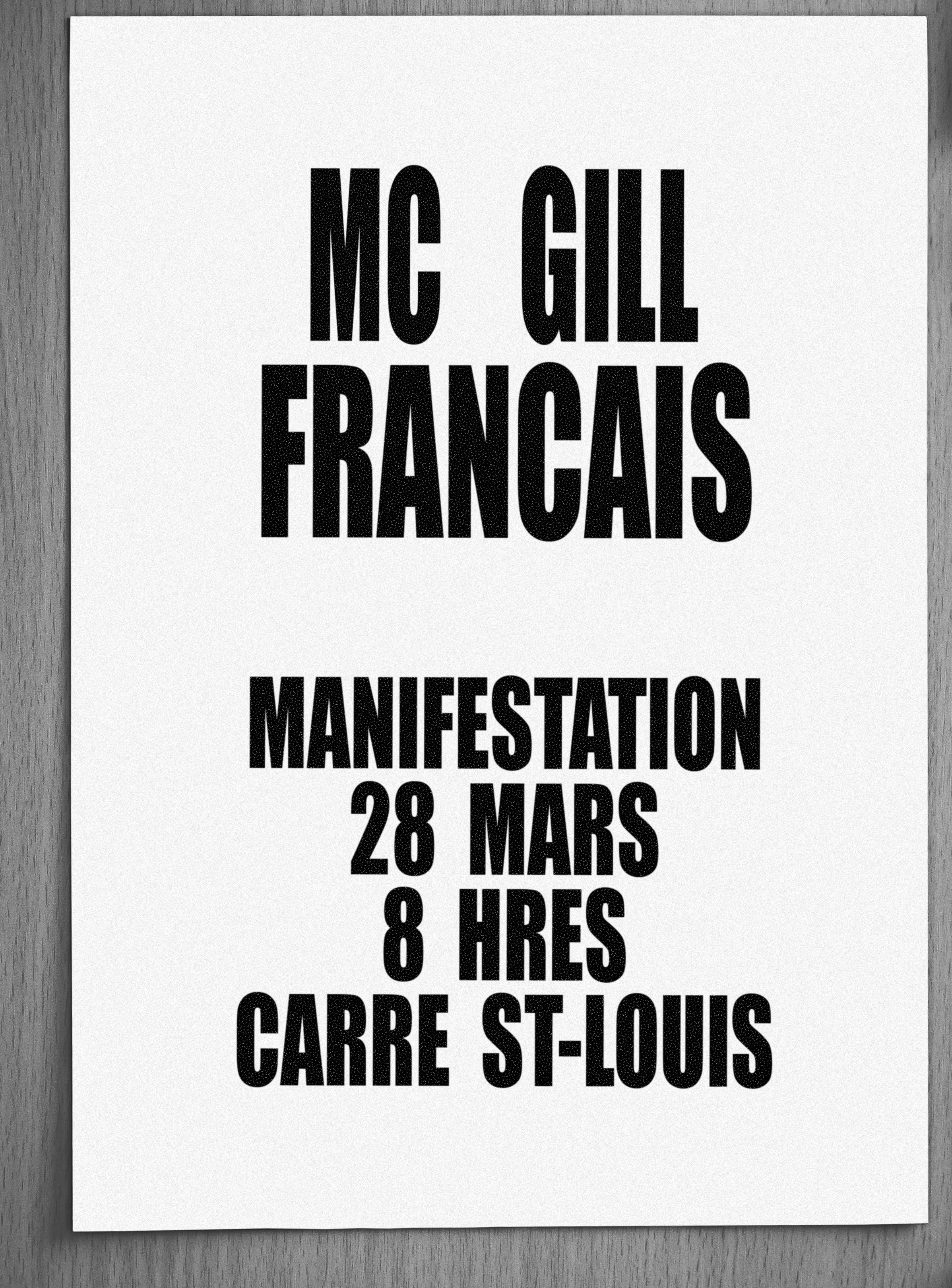
Reproduction d'une affiche McGill français

### Le militantisme étudiant et la Révolution tranquille (1960-1966)
Durant la Révolution tranquille, le gouvernement du Québec s’affaire à la réforme du système scolaire québécois. La tâche de mettre fin à la mainmise de l’Église sur l’éducation et l’enseignement est lourde et complexe. Le gouvernement crée une commission d’enquête (la Commission Parent) pour trouver des solutions. Celle-ci cible d’abord l’enseignement primaire et secondaire, repoussant à plus tard le problème des universités. Toutefois, la démographie québécoise est bouleversée par l’arrivée massive de jeunes « baby-boomers » en âge de fréquenter les collèges et les universités. Au début des années 1960, 44,2 % de la population québécoise a moins de 19 ans. Sur ce nombre, seuls 4 % des Québécois poursuivent des études universitaires par rapport à 11 % pour les anglophones.
Le problème est particulièrement grave dans la région de Montréal. La ville ne possède qu’une seule université de langue française — l’Université de Montréal — établissement traditionnel de l’élite canadienne-française. Or, cette université ne peut, à elle seule, accueillir tous ces futurs étudiants. La question de créer une nouvelle université de langue française devient alors un enjeu de société.

#### Fondation de l’UGEQ
Durant les années 1960, le mouvement étudiant québécois est à un tournant de son histoire. Pour venir à bout des problèmes dans le milieu de l’éducation, les associations étudiantes commencent à s’unir. En froid avec la Fédération nationale des étudiants des universités canadiennes (National Federation of Canadian University Students (NFCUS)), les universitaires québécois rompent avec celle-ci et fondent l’Union générale des étudiants du Québec (UGEQ) en 1964. La première fédération universitaire du Québec était née.
L’UGEQ (comme la plupart des étudiants de l’époque) partage les aspirations nationalistes du gouvernement de Jean Lesage. Le gouvernement, en retour, se sert habilement de l’appui de ces étudiants pour contrecarrer ses adversaires opposés à la réforme scolaire. Un grand nombre d’étudiants vont même plus loin que le gouvernement. Ils se joignent au Rassemblement pour l’indépendance nationale (RIN) et militent pour l’unilinguisme français. Au sein de l’UGEQ, les étudiants découvrent les structures syndicales et la culture militante, et prennent part aux débats de société. Dans les premiers temps, les dirigeants de la fédération emploient le ton modéré et le discours posé des « adultes » responsables d’écouter et de réagir à leurs revendications, au gouvernement et dans les institutions.

#### Création des cégeps
Puis, le déroulement des réformes scolaires et les événements de l’actualité (mouvements de décolonisation, débats sur les armes nucléaires, guerre du Vietnam, projet d’indépendance du Québec) amènent une mutation dans les discours et les méthodes employées. À partir de 1966, on assiste à « une radicalisation du discours et à une politisation accrue de l’action étudiante » débouchant sur « l’abandon de la stratégie de la collaboration ». L’UGEQ se transforme en organisation de type syndicale et commence à rompre avec le gouvernement et les directions scolaires. Elle tente un rapprochement avec les grandes centrales syndicales, mais ne réussit pas à rallier les ouvriers à la cause des étudiants universitaires.
À l’automne 1967, les 12 premiers cégeps ouvrent leurs portes. L’UGEQ organise une campagne pour créer une nouvelle université de langue française à Montréal. Des conflits internes éclatent à la suite de la visite du général de Gaulle. Une certaine tendance révolutionnaire commence à se faire plus visible et plus bruyante au sein des associations étudiantes. Malgré la promesse répétée du gouvernement au sujet de l’ouverture imminente d’une nouvelle université de langue française à Montréal, les nouveaux cégépiens commencent à se révolter contre les différentes formes d’autorité. La collaboration avec les directions des établissements commence à être vue comme une forme d’aliénation, de trahison. Les assemblées sont boycottées et les rencontres tournent aux affrontements.

### Radicalisation et ruptures (1966-1968)
Un peu partout au Québec, des groupes radicaux de tendance révolutionnaire essaient de prendre le contrôle de certaines associations (notamment la Presse Étudiante Nationale (PEN)). À l’Université de Montréal, l’Association générale des étudiants de l’Université de Montréal (AGEUM, affiliée à l’UGEQ) met elle aussi fin à l’ère de collaboration avec la direction de l’établissement et boycotte les assemblées.
En 1968, la contestation étudiante atteint un sommet. Tandis qu’à Paris, à Louvain, à Berlin, à Mexico et à Tokyo les étudiants affrontent la police, qu’à Prague et à Pékin ils doivent affronter l’armée, les étudiants au Québec se préparent à une rentrée chaude à l’automne. C’est donc dans ce contexte d’automne 1968 que l’Opération McGill français trouve son origine, plus particulièrement dans deux événements : la crise de Saint-Léonard et la grève des cégeps de 1968.

#### Crise de Saint-Léonard[5]
En juin 1968, les membres du Mouvement pour l’intégration scolaire (MIS) dirigé par l’architecte Raymond Lemieux sont élus à la majorité à la commission scolaire de la ville de Saint-Léonard. Ces derniers décrètent qu’à partir du mois de septembre 1968, la seule langue d’enseignement permise pour la première année du primaire sera le français. La décision provoque la colère des habitants italophones de Saint-Léonard, qui souhaitent en majorité inscrire leurs enfants à des cours en anglais. Malgré la création de classes bilingues quelques années plus tôt, 70 % de l’éducation se donne en anglais, 30 % en français.
À cette époque, le système scolaire est organisé en fonction de divisions confessionnelles (un réseau d'écoles catholiques et un réseau d'écoles protestantes) plutôt que linguistiques. Il n’existe alors aucune langue officielle pour l’enseignement au Québec, selon la loi. Cette crise révèle donc l’existence d’un problème majeur pour l’avenir du français : bien que les Québécois francophones et les immigrants italiens partageassent un même milieu et des conditions de vie fort similaires, les italophones s’intègrent massivement à la minorité anglophone. Alors que de 1851 à 1951, la prépondérance du français au Québec passe de 75 % à 82 % et que la place de l’anglais passe de 25 % à 13 %, après 1951, la courbe se renverse. Le poids des anglophones passe alors de 13 % à 15 %, et celui des francophones de 82 % à 80 %. À l’école, en 1963, seuls 25 % des enfants italiens fréquentent l’école française. En 1967, ils ne sont plus que 13 %. Résultat : pour ces gens à Montréal, la vie courante se déroule à 78 % en anglais.
D’un côté se trouvent les sympathisants du MIS, d’accord avec le principe de l’enseignement unilingue français pour tous dans les écoles, appuyés par les milieux syndicaux, intellectuels et nationalistes, dont les militants de Pierre Bourgault, de Reggie Chartrand et de Paul Rose. De l’autre se trouvent les militants du libre choix de la langue d’enseignement, qui dans les faits tiennent surtout à conserver l’enseignement en anglais. Bien que ces derniers soient principalement des parents de souche italienne dans Saint-Léonard, le terme de « parents anglophones » se fait récupérer par Robert Beale, leur porte-parole désigné. Celui-ci organise la mise sur pied de l’association des parents de Saint-Léonard et reçoit du financement d’hommes d’affaires également issus de la minorité anglophone — celle-ci de souche anglaise, écossaise et irlandaise, avec pignon sur la rue Saint-Jacques — et d’ailleurs au Canada.
Pendant ce temps, les événements se bousculent sur la scène politique. Dans la nuit du 25 au 26 septembre, Daniel Johnson meurt subitement lors d’un voyage au barrage Manic-5. Son successeur est le ministre de l'Éducation, Jean-Jacques Bertrand. Celui-ci, contrairement à une bonne partie des membres de son gouvernement, se trouve plus en accord avec les partisans du libre choix que les partisans de l’enseignement unilingue français.

#### Grève dans les cégeps
À l’automne 1968, 23 cégeps ouvrent leurs portes aux étudiants. À la fin août, l’UGEQ tient un événement rassemblant 500 militants, à l’issue duquel on décide de rejeter la participation aux assemblées officielles, jugées comme des structures sans pouvoir réel. Le 4 septembre, l’UGEQ se retire officiellement des comités de concertation avec le gouvernement du Québec. Ce geste a un effet d’entraînement.
À Sainte-Thérèse, au Collège Lionel-Groulx, des étudiants inspirés par les événements de mai 68 décident de déclencher une grève le 8 octobre. Ces cégépiens cherchent à donner un sens plus large à leur débrayage. Leurs revendications ne sont pas seulement syndicales; elles s’attaquent aux valeurs dominantes, à toutes les formes de hiérarchie qui existent alors. Ils réclament plus de pouvoirs dans la gestion des établissements, plus d’argent pour les prêts et bourses et, enfin, que le gouvernement du Québec crée une deuxième université francophone à Montréal. Une semaine plus tard, le 15 octobre, 15 cégeps sont en grève.
Le mouvement de contestation est appuyé par l’UGEQ et par la Corporation des enseignants du Québec (CEQ). Parmi les leaders des associations étudiantes appuyant ce mouvement de grève se retrouvent Louise Harel, Bernard Landry et Claude Charron. Le ministre de l’Éducation, Jean-Guy Cardinal, menace alors d’annuler la session si l’ordre n’est pas revenu avant le 21 octobre. La majorité des cégeps obéissent et reprennent les cours dans les jours précédant le 21 octobre. L’UGEQ, déchirée entre ses tendances réformiste et révolutionnaire, demeure cependant bien décidée à poursuivre la contestation. Elle annonce de son côté trois manifestations à Chicoutimi, Québec et Montréal le 21 octobre. À Montréal, 10 000 personnes marchent dans les rues le 21 octobre.

#### Lois 85 et 88
À la fin octobre, deux élections partielles se déroulent dans Bagot (devenue sans représentation à la suite de la mort du premier ministre Johnson) et Notre-Dame-de-Grâce. Le candidat dans Bagot est Jean-Guy Cardinal, une nouvelle figure montante de l’Union nationale. Jeune professeur de droit à l’Université de Montréal, il est particulièrement populaire auprès de la jeunesse du parti.
Jean-Jacques Bertrand s’engage à fond dans la campagne électorale. Afin de mettre les chances du côté de son parti, il se montre ouvert aux demandes de la minorité anglophone. Il leur accorde deux mesures favorables : il comble le déficit du Loyola College et il accorde une généreuse subvention à l’Université Sir George Williams. Toutefois, malgré sa bonne disposition, son parti est jugé trop nationaliste pour la minorité anglophone. Celle-ci se range massivement derrière le candidat libéral dans Notre-Dame-de-Grâce.
La défaite est humiliante pour Bertrand. Toutefois, six jours plus tard, se croyant dans l’obligation morale de tenir ses engagements envers la communauté anglophone, le 9 décembre, le chef de l’Union nationale dépose en chambre le projet de loi 85 : la Loi pour promouvoir la langue française au Québec. Malgré ce que laisse entendre le libellé de la loi, celle-ci propose en réalité de laisser le libre choix de l’école française ou anglaise pour tous, y compris les enfants allophones, largement assimilés à la minorité anglophone. Cette clause laissant le libre choix de la langue d’enseignement apaise les parents anglophones de Saint-Léonard, mais soulève une immense vague d’opposition chez les francophones. Les nationalistes et défenseurs de la langue française sont les premiers à réagir. Ils sont ensuite rejoints par les associations étudiantes, puis des militants socialistes, des syndicats et des groupes d’ouvriers. Pour tenter de calmer la situation, Bertrand présente également le 9 décembre le projet de loi 88, proposant la création de l’Université du Québec. Néanmoins, dans la foulée de l’indignation suscitée par la loi 85, l’annonce de la nouvelle université passe plutôt inaperçue. Incapable de calmer la situation, une semaine plus tard, le 16 décembre, le premier ministre décide de retirer son projet de loi 85.

### L’Université McGill en 1969
En 1969, l’Université McGill est la deuxième université pour le niveau de fréquentation après l’Université de Montréal. Toutefois, malgré le fait qu’elle est établie à Montréal, l’université semble complètement coupée de la réalité québécoise. À titre d’exemple, au milieu des années 1960, le gouvernement du Québec offre plus de trois millions de dollars (3 000 000 $) à l’Université McGill pour la construction de la bibliothèque McLennan. Celle-ci comprend la plus importante collection d’œuvres de langue française du Québec (plus importante même que celle de l’Université de Montréal). Toutefois, l’accès à cette collection est uniquement réservé à la clientèle de l’établissement. Également, dans le département de littérature de langue française, sur 40 professeurs, l’Université McGill n’engage que 3 francophones. Enfin, malgré le fait que les contribuables québécois financent l’institution depuis des décennies, celle-ci ne compte que 7 % de francophones parmi ses étudiants, incluant les étudiants belges et français, alors que la population francophone au Québec est de 82 %.
C’est ainsi que, devant l’attente d’une Université du Québec qui ne se matérialise toujours pas, une nouvelle idée commença à se répandre chez les étudiants au début de 1969. Plutôt que d’attendre la construction et l’organisation d’une nouvelle Université du Québec, de plus en plus de militants montréalais commencent à envisager la francisation de l’une des plus importantes universités du Québec — McGill.

#### Stanley Gray
Pour beaucoup d’étudiants, l’Université McGill est l’incarnation d’un pouvoir impérial et colonialiste, à la solde d’une minorité anglophone raciste et indifférente au sort de la société dans laquelle elle vivait. Le 3 décembre précédent, onze membres du MIS avaient déjà occupé le centre d’information du campus McGill pendant quelques heures avant d’être évacués par les gardiens de sécurité. En janvier 1969, des militants anglophones de gauche sympathiques à la cause des cégépiens décident de se mêler eux aussi au conflit. L’un d’entre eux se nomme Stanley Gray. Anglophone, militant socialiste et indépendantiste, le jeune homme de 24 ans est chargé de cours au département de science politique de McGill. Charismatique, il anime le groupe Students for a Democratic University (SDU, inspirée de la SDS américaine) et organise avec d’autres militants des coups d’éclat, dans une stratégie d’escalade des luttes. Son but est de faire sortir le « visage diabolique » des institutions en laissant les minorités agissantes mener le conflit, et d’ensuite se tourner vers la masse des étudiants pour leur démontrer la justice de la cause.
Le 24 janvier, Gray interrompt une réunion du Sénat de l’université, puis le 27 janvier, il interrompt une autre réunion — plus grave — du Conseil des gouverneurs de l’Université McGill. Ces gouverneurs, membres de l’élite économique anglo-montréalaise ne comptant aucun francophone, réagissent très mal à l’irruption de Gray et aux cris de « Révolution », « Vive le Québec socialiste », et « Vive le Québec libre ». Le 19 février, Gray est finalement congédié du département de science politique. À la suite de ce renvoi, une campagne de mobilisation commence à s’organiser.

#### Dissolution de l'UGEQ
De son côté, l’UGEQ tient un congrès du 12 au 16 mars. Sa situation financière est catastrophique : acculée à la faillite, elle doit trouver d’urgence la somme de 35 000 $. Au sein de ses rangs, rien ne va plus. Les militants exigent que l’UGEQ « repense les structures traditionnelles d’autorité des organismes étudiants » et « soutiennent qu’on ne peut reproduire, à l’intérieur de l’association étudiante nationale, les structures hiérarchiques que l’on dénonce à l’échelle d’une société bourgeoise et conformiste ». Des militants du groupe radical MSP (Mouvement syndicat politique) prennent le congrès d’assaut et invectivent les journalistes présents, puis les chefs syndicaux comme Raymond Laliberté (de la CEQ) et Michel Chartrand (de la CSN). Les deux tendances s’affrontent — l’une plus idéaliste, l’autre plus pragmatique —, puis c’est le déchirement. L’UGEQ est dissoute à la fin du congrès. Une manifestation monstre est alors annoncée pour la fin du mois de mars.

## La manifestation[33]
À la suite de l’annonce de la manifestation du 28 mars, une vaste campagne d'information et de mobilisation s’organise. Les principaux animateurs de ce qui devient « l’Opération McGill français » sont des organisateurs professionnels, actifs dans le milieu militant depuis des années, ayant plusieurs manifestations réussies à leur actif et appuyés par la CSN, la Société Saint-Jean-Baptiste, le MIS et d’autres corps intermédiaires. Ceux-ci mettent énormément de ressources à la disposition des organisateurs. Les organisateurs vont notamment pouvoir louer un appartement situé à proximité du campus de l’Université McGill, à partir duquel ils pourront observer les événements. Ils se muniront aussi de walkies-talkies pour permettre aux principaux animateurs de coordonner les actions de la foule.

### Les revendications
Les organisateurs de l’Opération formulent leurs demandes en sept points :
1. Puisque l’Université McGill est financée par un État francophone, on veut que l’enseignement soit donné en français à McGill. On réclame ainsi une francisation graduelle de l’université (50 % en 1969-1970, 75 % en 1970-1971 et 100 % en 1971-1972) ;
2. Qu’une partie des 100 000 cégépiens soient acceptés pour la rentrée de l’automne 1969 ;
3. Que les frais de scolarité soient identiques à ceux de l’Université de Montréal (200 $) en attendant l’instauration de la gratuité scolaire ;
4. Que soit aboli le Centre d’études canadiennes-françaises (accusé d’étudier les Québécois comme une peuplade sous-développée) ;
5. Que soit ouverte au grand public la bibliothèque McLennan ;
6. Que la recherche priorise les intérêts nationaux ;
7. Que la représentation au Conseil des gouverneurs soit à parts égales entre les étudiants, le personnel enseignant/non-enseignant et les « représentants directs du peuple québécois[36] ».

### Réaction de l'Université McGill
La direction de l’Université McGill réagit en tentant de calmer le jeu par des petites mesures. Le vice-principal à la vie étudiante Michael Oliver propose de « faire plus de place au français » dans l’administration, les cours et la recherche. Il propose aussi de hausser les inscriptions de 7 % à 20 % d’ici à 1974, et d’adopter une politique de bilinguisme pour son administration. Toutefois, la tension ne diminue pas. Des assemblées sont tenues pour faire connaître l’Opération McGill français. Stanley Gray, Michel Chartrand, Raymond Lemieux et Marcel Chaput y participent.

### Campagne d'information et de mobilisation
Une semaine avant le 28 mars, une édition spéciale du McGill Daily est produite entièrement en français, avec le titre « Bienvenue à McGill ». Elle est distribuée à plus de 100 000 copies. Des affiches annonçant l’événement sont aussi placardées un peu partout dans la ville de Montréal. Des rumeurs commencent ensuite à circuler dans les médias. La plupart des journalistes francophones et anglophones se distancient des organisateurs de la manifestation. L’Université McGill se préparerait à poser du fil barbelé autour du campus pour protéger ses bâtiments contre les manifestants. Le premier ministre Bertrand aurait même demandé à l’armée canadienne de se tenir prête à intervenir. Les autorités municipales, provinciales et fédérales se préparent au pire.

### Le28 mars
La manifestation débute au carré Saint-Louis vers 20 h, puis se dirige en direction ouest sur la rue Sherbrooke. Ils portent des pancartes fleurdelysées, avec des photos de Pierre Vallières, Che Guevara et même Pierre-Paul Geoffroy, scandant les slogans « McGill français », « McGill aux travailleurs », « McGill aux Québécois ». Les manifestants arrivent au portail Roddick vers 21 h 30 et rencontrent un cordon d’une centaine de policiers armés de la ville de Montréal. La manifestation se déroule de manière relativement calme. Après une heure sur place, Raymond Lemieux et Stanley Gray s’adressent à la foule avec un porte-voix. Ils leur annoncent que la manifestation avait atteint son but et qu’il fallait maintenant se disperser. La plupart des manifestants s’en vont. D’autres marcheurs brûlent des drapeaux, lancent des bouteilles et des bâtons en direction des policiers et allument des pétards. Une grappe d’étudiants anglophones en colère leur chante « God Save Our Queen » pour les narguer. Une série d’altercations donne le signal à la police d’intervenir et de disperser les derniers manifestants. Des vitrines de magasins sont fracassées et des feux sont allumés dans des poubelles. Malgré le ton provocateur de la presse, l’événement cause finalement peu de dégâts, peu d’affrontement.

## Bilan de l'Opération
L’Opération McGill français est considérée comme un succès par les organisateurs. Plusieurs d’entre eux, dont Stanley Gray et Louis Beaulieu, continuent leurs actions d’éclat durant l’année 1969. Ils s’invitent notamment au congrès de l’Union nationale de juin 1969 où une grande partie de la jeunesse étudiante et nationaliste se rassemble, dans l’espoir de voir Jean-Guy Cardinal prendre la tête du parti en remplacement de Jean-Jacques Bertrand. D’autres manifestations sont également organisées à l’automne 1969 et à l’hiver 1970, en s’inspirant des événements du 28 mars
L’Opération McGill français s’inscrit dans un courant révolutionnaire « contre la recherche vouée à accroître l’efficacité de l’industrie et des machines de guerre, particulièrement celles des États-Unis alors engagés dans une guerre impérialiste contre le Viêtnam, contre un enseignement visant à fournir une main-d’œuvre docile au système capitaliste ». Cette vision cherche à dépasser la critique de l’ordre établi afin de transformer l’université en « foyer de la révolution [...] contre les capitalistes et les dominants ». Cette vision est influencée « par le marxisme, par des philosophes comme Herbert Marcuse, par le mouvement “Free Speech” sur les campus américains et par l’expérience de Mai 68 ».

## Conclusion
La manifestation ne réussit pas à franciser l’Université McGill. En 2021, l’Université McGill, tout comme l’Université Concordia, n'est ni francisée ni officiellement bilingue. Certaines initiatives ont tenté de corriger la situation : par exemple, en 1999, avec l’inauguration d’un site Web « Le français en affaires au Québec et en Amérique du Nord », réalisé en collaboration avec la Chambre de commerce du Québec et l’Université du Québec à Chicoutimi, offrant des ressources pédagogiques pour l’apprentissage du français. Cette initiative a notamment valu à l’Université McGill un prix de l’Office québécois de la langue française au printemps 1999.
En fin de compte, le véritable succès de l’Opération McGill français se trouve surtout dans la création officielle de l’Université du Québec à Montréal (UQAM) en avril 1969, amorçant du même coup la naissance du réseau de l’Université du Québec.